# Triclosano
Il triclosano è un composto chimico di formula {\displaystyle {\ce {C12H7Cl3O2}}} che in condizioni standard si presenta come un polvere cristallina biancastra, con un leggero odore aromatico.

## Storia
Il triclosan è stato approvato per la prima volta nel 1997. Dall'autunno 2016, il triclosan è stato bandito negli Stati Uniti dall'agenzia FDA poiché potenzialmente rischioso per la salute, a causa delle possibili interferenze che questa sostanza provoca al sistema endocrino e nell'insorgere di resistenze ad antibiotici.

## Caratteristiche strutturali e fisiche
Il triclosano è un etere aromatico che è un fenolo sostituito in C-5 da un cloro e in C-2 da un gruppo 2,4-diclorofenossi. Si decompone a 290 °C. Il compost risulta:
- facilmente solubile in soluzioni alcaline e molti solventi organici
- solubile in metanolo, alcol e acetone

| N. di atomi pesanti                  | 17               |
| N. di donatori di legami a idrogeno  | 1                |
| N. di accettori di legami a idrogeno | 1                |
| N. di legami ruotabili               | 2                |
| Massa monoisotopica                  | 287,951162589 u  |
| Superficie polare                    | 29,46 Å2         |
| Sezione d'urto                       | 158,94 Å² [M-H]- |
| Rifrattività molare                  | 68,69 m3/mol     |
| Polarizzabilità                      | 25,92 Å3         |
| Pressione di vapore                  | 4,6 e−06 Torr    |

## Reattività e caratteristiche chimiche
L'indice di ritenzione di Kovats semi-stadard apolare è pari a 2114. Si decolora a contatto con tracce di metalli pesanti. Può essere convertito in dibenzo-p-diossina clorurata in ambienti estremamente alcalini e in presenza di calore.

### Spettri analitici
- 1H NMR[15]
- 13C NMR[16]
- GC-MS[14]
- MS-MS[17]
- LC-MS[18]
- ATR-IR[19]

## Farmacologia e tossicologia

### Farmacocinetica
Uno studio condotto nel 2000 ha dimostrato che piccole quantità di triclosano possono essere assorbite attraverso la pelle ed entrare nel flusso sanguigno. Il composto viene quindi rapidamente assorbito e distribuito. Le concentrazioni massime vengono raggiunte entro tre ore dall'assunzione orale, ma il metabolismo e l'eliminazione del composto avvengono rapidamente.
Il triclosan è soggetto al metabolismo di fase II attraverso gli enzimi solfotransferasi e glucuronosiltransferasi. L'emivita plasmatica è di 21 ore. Negli esseri umani, i coniugati risultanti vengono escreti principalmente attraverso l'urina.

### Farmacodinamica
Il triclosan è un composto biocida con molteplici bersagli nel citoplasma e nella membrana. A concentrazioni più basse, tuttavia, sembra avere un effetto batteriostatico e agisce principalmente inibendo la sintesi degli acidi grassi. È un inibitore della diidrifolato reduttasi e dell'enoil-(proteina trasportante acili) reduttasi (NAD).

### Effetti del composto e usi clinici
Il triclosan è un farmaco a piccole molecole, con una fase massima di sperimentazione clinica pari a IV, che svolge un ruolo come agente antibatterico, fungicida e antimalarico.

### Tossicologia
Il composto è classificato come un potenziale interferente endocrino. Viene raramente segnalato come allergene da contatto e ancor minori sono le segnalazioni come fotosensibilizzante.

## Applicazioni
È ampiamente utilizzato come conservante e antimicrobico nei prodotti per la cura personale, come saponi, creme per la pelle, dentifrici e deodoranti, oltre che in articoli per la casa come taglieri in plastica, attrezzature sportive, scarpe e per la cura degli animali (es. shampoo per cani). In ambito sanitario viene utilizzato nei detergenti chirurgici e per lavarsi le mani. Viene inoltre utilizzato in agricoltura come microbiocida e pesticida.

## Impatto ambientale
La sostanza è classificata come un inquinante organico persistente.